# 말무덤
말무덤은 대한민국 전라남도 강진군 작천면에 있다. 2004년 11월 1일 강진군의 향토문화유산 제20호로 지정되었다.

## 개요
양건당 황대중이 전장에서 사망하자 전우인 김완장군이 고인의 시신을 말에 태워 보냈으나 말이 고향인 구상리에 이르러 황공을 장사지낼때까지 먹이를 안먹다 3일후 죽자 황공(公)무덤곁에 말무덤을 만들어 주었다고 전해 온다.

## 같이 보기
- 황대중